# Stare Budy (powiat de Sochaczew)
Stare Budy [ˈstarɛ ˈbudɨ] est un village polonais de la gmina de Młodzieszyn dans le powiat de Sochaczew et dans la voïvodie de Mazovie.
Il se situe à environ 5 kilomètres à l'ouest de Młodzieszyn, à 12 kilomètres au nord-ouest de Sochaczew et à 60 kilomètres à l'ouest de Varsovie.